# Stephen King's Desperation (filme)
Stephen King's Desperation (Brasil: Stephen King Desespero / Portugal: Stephen King - Desesperados)  é um Telefilme produzido nos Estados Unidos em 2006, escrito por Stephen King  dirigido por Mick Garris.

## Sinopse
Bem-vindo a Desperation, uma pequena cidade no estado de Nevada. População: praticamente ninguém..... e em número decrescente. O génio do terror, Stephen King, acompanhado de grande elenco, apresenta-nos um filme de terror palpitante e temeroso que tem como pano de fundo uma cidade moderna - mas fora de controlo - do Oeste.           
A caminho do Lago Tahoe para suas férias, a família Carver se vê presa ao ter os pneus de seu trailer furados. Collie Entragian é o xerife da pequena cidade de Desperation, e um policial cuja maldade transcende sua vida. Mas os Cavers não estão sozinhos. Entragian tem o péssimo hábito de, regulamente, deter os viajantes na estrada que corta a cidade de Desperation e cuja população, na verdade, foi formada a partir do seu arbítrio. O xerife também pode mudar de forma e convocar criaturas horripilantes, incluindo escorpiões, cobras e aranhas.

## Elenco
- Tom Skerritt....Johnny Marinville
- Ron Perlman.... Collie Entragian
- Steven Weber.... Steve Ames
- Annabeth Gish.... Mary Jackson
- Charles Durning.... Tom Billingsley
- Shane Haboucha.... David Carver
- Matt Frewer.... Ralph Carver
- Kelly Overton.... Cynthia Smith
- Henry Thomas... Peter Jackson
- Sylvia Kelegian....Ellen Carver - a mãe de David
- Sammi Hanratty.... a torta Escultor - falecida irmã de Davi
- Ewan Chung.... Shih - Chinês mineiro, irmão de Cha'an
- Alain Uy.... Cha'an - Chinês mineiro, irmão de Shih
- Trieu Tran.... Jovem Vietcong
- Tom Parker....Jovem Johnny